# Церковь Тихвинской Божьей Матери на Бережках
Церковь Тихвинской Божьей Матери на Бережках — утраченный православный храм в Москве. Был построен в середине XVII века и разрушен в начале 1960-х годов.
Церковь Тихвинской Божьей Матери на Бережках была основана в XVII столетии, предположительно в 1642 году. Церковь имела название «что на Бережках» по названию обоих берегов, и правого и левого, Москвы-реки в этом месте. Существовали еще три названия: «что в Ямах в Дорогомиловке», или «что в Патриаршей домовой Бережковской слободе», и «что на Бережках в Рыбной слободе». Здесь, у церкви, на правом берегу Москвы-реки находилась небольшая патриаршая рыбачья слобода. Небольшая церковь во имя Тихвинской Божьей Матери была приходской для рыбаков и крестьян, жителей этой слободы.
В 1718 году церковь была перестроена в камне, а её новое здание, небольшое и изящное, было построено заново в 1746 году. В 1930 году московские власти постановили закрыть церковь. В начале 1960-х годов она была снесена. В настоящее время на её месте расположен небольшой газон перед жилым домом на набережной Москвы-реки - Москва, Бережковская наб., фонтан восточнее здания Киевского вокзала.